# Peribaea tibialis
Peribaea tibialis är en tvåvingeart som först beskrevs av Robineau-desvoidy 1851.  Peribaea tibialis ingår i släktet Peribaea och familjen parasitflugor. Inga underarter finns listade i Catalogue of Life.